# Comitato consultivo per l'imprenditoria italiana in Bulgaria
Il Comitato consultivo per l'imprenditoria italiana in Bulgaria, in acronimo CCIIB, è un'associazione apolitica e senza fini di lucro che rappresenta la realtà imprenditoriale italiana in Bulgaria.
Costituitosi a Sofia in accordo con la delibera ministeriale del 13 aprile 2000, il CCIIB ha come principale obiettivo lo sviluppo della cooperazione economica tra l'Italia e la Bulgaria, facendosi portavoce delle nuove opportunità commerciali e supportando l'attività dei propri membri.
Il Comitato conta circa 200 associati attivi in tutta la Bulgaria, in diversi settori industriali: dai più tradizionali (come manifatturiero, agricolo, commerciale) a quelli di nuova generazione (ITC, energie rinnovabili) passando per i servizi e l'immobiliare. Tra i suoi associati ci sono sia Pmi che grandi imprese italiane presenti nel paese (UniCredit, Enel, Italcementi, Generali).
Il totale dell'attività imprenditoriale degli associati CCIIB supera l'1,5 miliardi di euro per quanto riguarda gli investimenti e 20.000 posti di lavoro per quanto concerne il settore occupazionale.
Nel novembre 2005 Martinelli lascia la presidenza, che viene affidata a Pietro Luigi Ghia, presenza storica dell'imprenditoria italiana in Bulgaria e amministratore di molte società italiane operanti nell'area di Plovdiv. Ghia, che allora era anche Console Onorario d'Italia a Plovdiv (carica che ricoprirà fino al marzo 2009, quando, al compimento del 70º compleanno, lascerà il ruolo per sopraggiunti limiti di età), presiede il CCIIB fino alle elezioni per il rinnovo del Consiglio Direttivo dell'ottobre 2006.
L'8 aprile 2009 il CCIIB ha firmato con Confindustria un accordo di collaborazione che prevede il reciproco scambio di informazioni e l'assistenza del CCIIB ad eventuali iniziative e missioni promosse da Confindustria in Bulgaria.
L'8 aprile 2009, inoltre, il presidente Bartocci firma con la presidente di Confindustria Marcegaglia un accordo di collaborazione tra le due associazioni.
Il CCIIB sta cambiando: il suo ruolo si evolve e si modifica via via che aumentano i soci, i servizi e i momenti di vita associativa, e su proposta del Consigliere Aurelio Donati si decide di togliere l'aggettivo “consultivo” dalla denominazione. 
Nel corso dell'assemblea generale del 15 ottobre 2009 l'associazione assume il nome di “Comitato dell'Imprenditoria Italiana in Bulgaria” (CIIB).
Il 2010 è stato quindi un anno importantissimo nella vita dell'associazione.
Nel febbraio si dà avvio al processo di costituzione di Confindustria Balcani, federazione che raggruppa le associazioni di imprenditori italiani presenti nei Balcani: un percorso totalmente innovativo, che mira a dare una prospettiva organica e integrata alle aziende italiane che si affacciano alla penisola balcanica e si candida ad essere un modello importante per altre esperienze associative all'estero.
Il 25 marzo 2010 la Giunta di Confindustria approva la richiesta del CIIB di divenire socio aggregato di Confindustria: l'associazione assume il nome di "Confindustria Bulgaria", mentre, in pieno accordo con l'Ambasciatore d'Italia Stefano Benazzo, viene cancellato dallo Statuto l'articolo che affida la carica di presidente onorario all'Ambasciatore d'Italia a Sofia, in quale però, come viene stabilito sempre nello Statuto, si configura come “il referente politico e istituzionale di Confindustria Bulgaria”.
Confindustria Bulgaria ha oggi 300 associati.

## Struttura
Confindustria Bulgaria nasce nell'aprile del 2000 come Comitato Consultivo dell'Imprenditoria Italiana in Bulgaria. Dal 25 marzo 2010 l'associazione è divenuta socio aggregato di Confindustria ed ha assunto l'attuale denominazione.
L'assemblea generale è l'organo supremo di Confindustria Bulgaria. È composto da tutti gli associati e si riunisce per statuto (art. 20.1 Statuto Confindustria Bulgaria) almeno una volta l'anno.
Il consiglio direttivo è composto da 11 membri eletti dall'assemblea generale con mandato triennale e si riunisce, per statuto (art. 26.2 Statuto Confindustria Bulgaria) non meno di una volta ogni due mesi. Il consiglio dirige, organizza e coordina l'attività dell'associazione.
Il consiglio direttivo elegge inoltre il presidente di Confindustria Bulgaria e i due vicepresidenti. Il presidente ha la rappresentanza legale dell'associazione; provvede all'esecuzione delle deliberazioni dell'assemblea generale e del consiglio direttivo e prende tutti i provvedimenti necessari per lo svolgimento dell'attività dell'associazione.
Lo staff di Confindustria Bulgaria è coordinato dal direttore, che viene nominato dal consiglio direttivo e si occupa dell'operatività dell'associazione.
Al fine di rafforzare i legami tra Confindustria Bulgaria e gli enti e le autorità locali, il consiglio direttivo nomina inoltre i rappresentanti territoriali, che hanno il compito di rappresentare l'associazione presso le istituzioni e il mondo imprenditoriale della zona di competenza.
Il consiglio direttivo è formato da 14 membri eletti dall'assemblea generale con mandato triennale e si riunisce, per statuto, non meno di una volta ogni due mesi. 
Il consiglio direttivo è costituito secondo un principio di rappresentatività della compagine delle aziende associate e conta, pertanto:
3 consiglieri rappresentanti la categoria “Grandi imprese”
3 consiglieri rappresentanti la categoria “Medie imprese”
5 consiglieri rappresentanti la categoria “Altre imprese”
2 cooptati dal presidente
Fra questi, viene eletto un presidente e tre vicepresidenti.

## Servizi
Sorto con l'obiettivo di supportare le imprese italiane che operano in Bulgaria, il CCIIB offre ai propri membri:
- aiuto e collaborazione nell'interfacciarsi al mercato bulgaro;
- una rete di contatti tra le imprese italiane e bulgare presenti nel paese;
- una newsletter quotidiana in lingua italiana sulla Bulgaria con focus sull'attualità politica ed economica del paese;
- un canale con i principali media bulgari;
- un elenco completo di convenzioni (che spaziano dalla prenotazione di hotel e ristoranti al noleggio di automobili passando per il trasporto di merci e gli sconti).

Inoltre, il CCIIB organizza costantemente convegni e seminari sui temi più rilevanti dell'economia bulgara, oltre ad occasioni di incontro per favorire la conoscenza all'interno dell'imprenditoria italiana.

## Progetti
Il CCIIB è attualmente impegnato nella realizzazione e nello sviluppo di alcuni grandi progetti: Progetto Balcani e Formazione & Qualità.

### Progetto Balcani
Avviato nel novembre 2008, il Progetto Balcani mira alla creazione di link tra le imprese associate e le istituzioni, le associazioni e le aziende presenti negli altri paesi dei Balcani.
Attraverso il Progetto Balcani, il CCIIB offre ai propri associati:
- consulenza e assistenza nella fase di esplorazione del mercato in Macedonia, Serbia, Kosovo e Albania;
- un link privilegiato con le istituzioni e le organizzazioni delle nazioni sopramenzionate che aderiscono al progetto;
- analisi sull'economia, le opportunità d'investimento ed i regimi fiscali dei paesi della regione balcanica.

Al progetto è stato dedicato il convegno Sofia, Balcani, organizzato dal CCIIB nel giugno 2009 a Sofia e che ha visto l'intervento e la partecipazione di rappresentanti delle istituzioni e del tessuto economico di Serbia, Macedonia, Albania e Kosovo.

### Formazione & Qualità
Il progetto è volto a favorire la realizzazione di corsi di formazione per i dipendenti delle aziende italiane in Bulgaria: il CCIIB svolge un'opera di coordinamento, supporto, incoraggiamento e promozione degli stessi.
A realizzare i corsi sono società iscritte al CCIIB, sovente attraverso la collaborazione con scuole professionali o università bulgare.
All'interno di Formazione & Qualità, il CCIIB è inoltre promotore e organizzatore di incontri e seminari sui temi della formazione, della sicurezza sul lavoro e della qualità.